# ガエル・ビギリマナ
ガエル・ビギリマナ（Gaël Bigirimana 、1993年10月22日 - ）は、ブルンジ・ブジュンブラ出身のプロサッカー選手。サッカーブルンジ代表。ポジションはMF。NIFLプレミアシップのグレントランFCに所属。

## 経歴

### 代表
2012年4月のインタビューでサッカールワンダ代表でのプレーを希望していることを明かした。10月にはサッカーブルンジ代表の招集を受けたが、これを断っている。
2013年5月、2013 FIFA U-20ワールドカップに参加するイングランド代表の一員に選ばれた。
最終的にブルンジ代表を選択し、2015年11月開催の2018 FIFAワールドカップ・アフリカ予選・サッカーコンゴ民主共和国代表戦に出場した。試合自体は2-2の引き分けだったが、ビギリマナに出場資格がなかったため没収試合となった。

## 人物
ブルンジの首都ブジュンブラにて、ブルンジ人の父とルワンダ人の母との間に生まれた。
2016年夏に元ミス・コヴェントリーの女性と結婚。2017年4月1日に第一子となる長女が生まれたが、偶然にもフットボールリーグトロフィー決勝でゴールを挙げたちょうど24時間後の出来事だった。

## 所属クラブ
ユース
- コヴェントリー・シティFC 2005-2011

プロ
- コヴェントリー・シティFC 2011-2012
- ニューカッスル・ユナイテッドFC 2012-2016

→レンジャーズFC 2015 (loan)
→コヴェントリー・シティFC 2015-2016 (loan)
- コヴェントリー・シティFC 2016-2017
- マザーウェルFC 2017-2019
- ハイバーニアンFC 2019
- ソーリハル・ムーアズFC 2019-2020
- グレントランFC 2020-

## 代表歴
- U-20イングランド代表
  - 2013 FIFA U-20ワールドカップ
- ブルンジ代表
  - 2018 FIFAワールドカップ・アフリカ予選
  - アフリカネイションズカップ2019

## タイトル
コヴェントリー・シティ
- フットボールリーグトロフィー: 2016-17